# Орошорцы
Рошорвцы (самоназвание рошорвидж) или орошорцы — локальная этническая группа бартангцев — одного из памирских народов в Горно-Бадахшанской автономной области Таджикистана. Проживают в верховьях реки Бартанг — в Рошорве (старое написание Орошор) в Рушанском районе. Язык рошорвский (орошорский) близок бартангскому или является его диалектом.